# From Despair to Where
"From Despair to Where" é uma canção da banda britânica de rock Manic Street Preachers, lançada em junho de 1993 como o primeiro single do álbum Gold Against the Soul, lançado no mesmo ano.
Com influências do rock alternativo, hard rock e do soft rock, incluiu várias canções no Lado B, algumas presentes na coletânea Lipstick Traces (A Secret History of Manic Street Preachers) (2003).
O single alcançou a 25ª posição nas paradas britânicas.

## Faixas
1. "From Despair to Where"
2. "Hibernation"
3. "Spectators of Suicide" (Heavenly Version)
4. "Starlover" (Heavenly Version)

### 12"
1. "From Despair to Where"
2. "Hibernation"
3. "Spectators of Suicide" (Heavenly Version)

### MC
1. "From Despair to Where"
2. "Hibernation"

## Ficha técnica
- James Dean Bradfield - vocais, guitarra
- Nicky Wire - baixo
- Sean Moore - bateria
- Richey Edwards - guitarra base